# The Flowers of Romance (groupe)
Pour les articles homonymes, voir The Flowers of Romance.
The Flowers of Romance est un groupe de punk rock britannique, originaire d'Angleterre. Actif entre 1976 et 1977, il compte plusieurs musiciens devenus connus par la suite : Sid Vicious, futur membre des Sex Pistols, Keith Levene, futur membre de The Clash, et Viv Albertine et Palmolive, futures membres des Slits.

## Historique
Le groupe n'a jamais enregistré ni joué sur scène et, comme London SS et Masters of the Backside, est mieux connu pour le nombre de ses membres devenus populaires : Sid Vicious des Sex Pistols, Keith Levene — parmi les premiers membres de The Clash puis de Public Image Ltd — et Palmolive et Viv Albertine, qui jouaient au sein des Slits. Bien qu'ils n'aient jamais joué sur scène, ils sont interviewés par un fanzine nommé SKUM.
La chanson polémique Belsen Was a Gas s'inspire de l'un des camps de concentration durant l'Allemagne nazie, Bergen-Belsen, qui a été libéré par les troupes britanniques en 1945. Elle est ensuite reprise par les Sex Pistols, Public Image Ltd, et Sid Vicious. Aussi, Viv Albertine écrit So Tough, qui parait sur l'album Cut des Slits. Le nom du groupe deviendra le titre d'une chanson des Sex Pistols et des Public Image Limited. Johnny Rotten explique en mars 1981 : « les Flowers of Romance originaux ont plus de 40 putains de membres, Keith en faisait partie et je leur ai donné ce nom. »

## Membres
- Sid Vicious — chant
- Keith Levene — guitare
- Viv Albertine — guitare
- Jo Faull — guitare
- Sarah Hall — basse
- Palmolive (Paloma Romero) — batterie
- Steve Walsh